# كانغ نام 1
كانغ نام 1 هي سفينة شحن كورية شمالية تبلغ حمولتها 2000 طن.  هي واحدة من سلسلة من خمس سفن مملوكة للحكومة الكورية الشمالية، واسمها كانغ نام 1 إلى كانغ نام 5. وفقًا لتقارير وسائل الإعلام الكورية الجنوبية، من المحتمل أن تكون السفينة قد تم بناؤها في ألمانيا في أواخر الثمانينيات. ثم مرت عبر سلسلة من المالكين لشركة بحرية كورية جنوبية، والتي باعتها بدورها إلى كوريا الشمالية. في صيف عام 2009، غادرت السفينة مياه كوريا الشمالية ودخلت المياه الدولية، وربما كانت تحمل معدات عسكرية متجهة إلى بورما أثناء مراقبتها من قبل البحرية الأمريكية، قبل أن تعود وتتجه إلى كوريا الشمالية.

## أحداث يونيو / يوليو 2009
حظيت السفينة كانغ نام 1 باهتمام دولي في 17 يونيو 2009، بعد مغادرتها ميناء نامبو بكوريا الشمالية ودخلت المياه الدولية. بدأت بالسفر جنوبا على طول الساحل الصيني. غذى تقرير استخباراتي كوري جنوبي التكهنات بأن السفينة كانت متجهة إلى ميانمار (بورما) عبر سنغافورة مع شحنة أسلحة محظورة من قبل مجلس الأمن التابع للأمم المتحدة، والذي يسمح بتفتيش السفن الكورية الشمالية إذا اشتبه في أنها تحمل شحنة غير مشروعة بموجب القرار 1874. بدأت المراقبة من قبل البحرية الأمريكية على الفور تقريبًا، وبدأت السفينة يو إس إس لاسين المطاردة في مرحلة ما بعد ذلك. وحذرت كوريا الشمالية من أن التفتيش الإجباري على السفينة سيعتبر «عملا حربيا». وردت سنغافورة بأنها «ستتصرف بشكل مناسب» إذا رست السفينة في مينائها. أنكرت وسائل الإعلام الحكومية البورمية أن السفينة كانغ نام 1 كانت قادمة للرسو هناك،  لكنها ذكرت أن سفينة كورية شمالية «تحمل الأرز» كان من المقرر أن ترسو في نهاية الأسبوع.
اتخذت الأزمة منعطفًا غير عادي عندما، بدون تفسير، في وقت ما خلال 28-29 يونيو، عكست السفينة مسارها. أثناء عودة السفينة إلى كوريا الشمالية، نشرت العديد من وكالات الأنباء الإقليمية مزيدًا من المعلومات عنها وعن مهمتها المحتملة. أفادت مصادر استخباراتية كورية جنوبية أن سفينة الشحن كانت على الأرجح تحمل أسلحة صغيرة مصنوعة في كوريا الشمالية تعود إلى الحقبة السوفيتية مثل بنادق أيه كيه-47 وقاذفات آر بي جي-7 المضادة للدبابات.  أخبر مصدر حكومي كوري جنوبي لم يذكر اسمه وكالة أنباء يونهاب أن مدفوعات الأسلحة من حكومة ميانمار ستتم عبر بنك لم يذكر اسمه في ماليزيا، ولكن ربما تم إيقافه بعد أن زار مبعوث أمريكي ماليزيا في 6 يوليو لمناقشة الوضع. ونفت ميانمار التورط مع السفينة أو حمولتها،  وأصرت ماليزيا على أنها لن تتورط في «غسيل الأموال» وستتعاون إذا قدمت أي معلومات عن المخطط المزعوم.
عادت السفينة كانغ نام 1 في النهاية إلى مينائها الأصلي في كوريا الشمالية، في وقت ما بين 6 و8 يوليو،   تحول الانتباه إليها إلى حد كبير عندما أطلقت كوريا الشمالية سبعة صواريخ تجريبية خلال رحلة العودة.